# Ravno do dna
Ravno do dna prvi je album uživo rock sastava Azra, snimljen uživo 21. listopada 1981. godine na koncertu u zagrebačkom klubu Kulušić, a izdavačka kuća Jugoton objavila ga je kao trostruki album u ožujku 1982. godine.

### Povijest
Turneju po bivšoj Jugoslaviji 1981. godine, Azra je namjeravala završiti koncertom u zagrebačkom Domu sportova, ali je kao prikladniji ipak odabran klub Kulušić, gdje se moglo smjestiti oko 900 posjetitelja. Nakon što je pet nastupa rasprodano, dodana su još dva, te je Azra u listopadu 1981. godine nastupila na rekordnih sedam uzastopnih rasprodanih koncerata.
Iako najprije planiran kao dvostruki album, Ravno do dna objavljen je na tri LP ploče. Osim svih pjesama s prvog albuma, izuzev "Žena drugog sistema", te pjesama sa singlova i drugog albuma Sunčana strana ulice, na Ravno do dna uvršteno je četrnaest dotada neobjavljenih pjesama - osim naslovne to su i "Đoni budi dobar", "Rođen da budem šonjo", "Visoko iznad vlakova", "Plavo - smeđe", "Reket Roll iz šume Striborove", "Vrata podzemnih voda", "Svjetska lada", "Sestra Lovel 1984", "Ne želim ništa loše da ti uradim", "Prokleto ljut", "Sjaj u kosi", "Ostavi me nasamo" i "Nedjeljni komentar".Album je objavljen u ožujku 1982. (Jugoton). Dana 1. rujna 2022. godine, album je kao trostruku ploču ponovno izdala hrvatska izdavačka kuća Croatia Records.

### Popis pjesama
1. "Uradi nešto"
2. "Poziv na ples"
3. "Tople usne žene"
4. "Iggy pop"
5. "Bankrot mama"
6. "A šta, da radim"
7. "Lijepe žene prolaze kroz grad"
8. "Plavo – smeđe"
9. "Reket roll iz šume Striborove"
10. "Vrijeme odluke"
11. "Nemoj po glavi d.p."
12. "Vrata podzemnih voda"
13. "Pit. I to je Amerika"
14. "Grad bez ljubavi"
15. "Svjetska lada"
16. "Kad Miki kaže da se boji"
17. "Pametni i knjiški ljudi"
18. "Jablan"
19. "Sestra Lovel 1984"
20. "Suzy F. (kada vidim Beč)"
21. "Ne želim ništa loše da ti uradim"
22. "Marina"
23. "Prokleto ljut"
24. "Sjaj u kosi"
25. "Ne mogu pomoći nikome od nas"
26. "Ostavi me nasamo"
27. "Đoni budi dobar"
28. "Fa fa fa"
29. "Gracija"
30. "Provedimo vikend zajedno"
31. "Visoko iznad vlakova"
32. "Teško vrijeme"
33. "Ravno do dna"
34. "Nedjeljni komentar"
35. "Rođen da budem šonjo"
36. "Poljubi me"
37. "Poljska u mome srcu"
38. "Kurvini sinovi"
39. "Uvijek ista priča"
40. "Krvava Meri"
41. "Užas je moja furka"
42. "Balkan"
43. "Odlazak u noć"
44. "Obrati pažnju na posljednju stvar"

### Naslovnica
Na naslovnici se nalazi fotografija Branimira Štulića snimljena na samom koncertu u Kulušiću. Na ovitku albuma Štulić je naveden kao autor ideje za omot, dok je kao fotograf potpisan Davor Šarić. Način popisivanja pjesama na stražnjoj stranici omota, kao i format trostruke LP ploče, asociraju na album Sandinista! britanske skupine The Clash.

### Izvođači
- Branimir Štulić – gitara, vokal
- Boris Leiner – bubnjevi, vokal
- Mišo Hrnjak – bas-gitara, vokal